# Eldskogstjärnarna (västra)
Eldskogstjärnarna (västra) är en sjö i Tanums kommun i Bohuslän och ingår i Strömsåns huvudavrinningsområde. Sjön är 6 meter djup, har en yta på 0,0597 kvadratkilometer och är belägen 142 meter över havet. 

## Delavrinningsområde
Eldskogstjärnarna ingår i det delavrinningsområde (653773-124934) som SMHI kallar för Utloppet av Sör-Vammsjön. Medelhöjden är 156 meter över havet och ytan är 8,68 kvadratkilometer. Det finns inga avrinningsområden uppströms utan avrinningsområdet är högsta punkten. Avrinningsområdets utflöde Strömsån mynnar i havet. Avrinningsområdet består mestadels av skog (70 procent). Avrinningsområdet har 1,7 kvadratkilometer vattenytor vilket ger det en sjöprocent på 19,6 procent.